# Samuel Cunard
Pour les articles homonymes, voir Cunard.
Samuel Cunard, 1er baronnet, né le 21 novembre 1787 à Halifax, et mort le 28 avril 1865 à Londres, est un homme d'affaires canadien, fondateur de la compagnie maritime Cunard Line, qui a mis en place en 1840 la première liaison transatlantique de bateaux à vapeur pour passagers civils.

## Biographie
Alliée à l'ingénieur écossais Robert Napier pour fonder la British and North American Royal Mail Steam Packet Company en 1840, rebaptisée plus tard Cunard Line, son entreprise familiale, première compagnie transatlantique reliant par un service régulier de navires à vapeur Boston à Liverpool, ainsi qu'un service postal Halifax-Liverpool (Canada), a des chantiers à Bathurst, au Nouveau-Brunswick (Canada), qui produisent des dizaines de navires en bois grâce aux grandes forêts avoisinantes, qu'elle rachète sur l'Île-du-Prince-Édouard. Samuel Cunard obtient rapidement le privilège des transports de dépêches. 
Il est membre élu du Temple de la renommée des hommes d'affaires canadiens (Canadian Business Hall of Fame).
La Cunard Line fusionne en 1934 avec la White Star Line.
Jules Verne le mentionne de nombreuses fois dans son œuvre telles 20 000 lieues sous les mers (première partie, chapitre I), Le Tour du monde en 80 jours (chapitre XXXII), Une ville flottante (chapitre V), Bourses de voyage (première partie, chapitre X), ou L'Agence Thompson and Co (deuxième partie, chapitre XV).